# مدال یادبود صدمین سالگرد جمهوری دموکراتیک آذربایجان

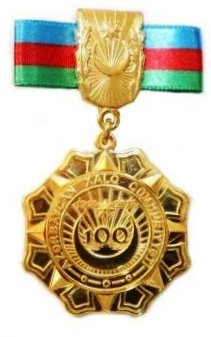
مدال یادبود صدمین سالگرد جمهوری دموکراتیک آذربایجان (۱۹۱۸–۲۰۱۸)

مدال یادبود صدمین سالگرد جمهوری دموکراتیک آذربایجان (۱۹۱۸–۲۰۱۸) (ترکی آذربایجانی: Azərbaycan Xalq Cümhuriyyətinin 100 illiyi (1918-2018)) جایزه دولتی است در جمهوری آذربایجان که به صدمین سالگرد جمهوری خلق آذربایجان اختصاص دارد. این جایزه بر پایه اصلاح قانون «ایجاد نشان‌های افتخار و مدال‌های آذربایجان" در تاریخ ۱ مه ۲۰۱۸ دایر شد.

## طراحی
مدال یادبود صدمین سالگرد جمهوری دموکراتیک آذربایجان (۱۹۱۸–۲۰۱۸) یک روبان مستطیل شکل ۴۲ میلی‌متر در ۱۵ میلی‌متر را داراست که به ستاره هشت ضلعی میناکاری شده بر روی یک لوح هشت ضلعی ۴۰ میلی‌متری متصل شده‌است. روی لوح که تصویر ستاره بر آن تعبیه شده از جنس برنز زراندود شده با طلا می‌باشد. یک لایه مدور در مرکز ستاره هست که بر روی آن هلال و ستاره هشت ضلعی در میان پرتوهای خورشید به تصویر کشیده شده‌است. در سمت چپ و راست این ستاره به ترتیب ۱۹۱۸ و ۲۰۱۸ حک شده‌است. در امتداد قوس بالای لایه مدور، عبارت جمهوری دموکراتیک آذربایجان نوشته شده‌است و در امتداد قوس پایین ۳ ستاره هشت ضلعی (ستاره وسطی ۳ میلی‌متر و بقیه به بعد ۲ میلی‌متر است) قرار دارد.
قسمت پشتی مدال مسطح است و در پایینش سری و شماره نشان حکاکی شده‌است.
لوح هشت‌ضلعی به روبان ابریشمی طراحی شده به رنگ‌های پرچم جمهوری آذربایجان متصل است. در مرکز روبان یک لوح شش‌ضلعی به اندازه ۱۷ میلی‌متر در ۲۲٫۵ میلی‌متر وجود دارد که بر روی آن هلال و ستاره هشت‌ضلعی به تصویر کشیده شده‌است.

## شرایط اعطا
این نشان قابل اهدا به خلف‌های رهبران جمهوری دموکراتیک آذربایجان و نیز افرادی که در مطالعه و ترویج میراث جمهوری دموکراتیک آذربایجان و حفظ و توسعه استقلال و حاکمیت ملی و عرصه سیاسی- اجتماعی جمهوری آذربایجان نقش پررنگی از خود نشان می‌دهند، است.

## نحوه نصب
نشان بر روی سمت چپ سینه نصب می‌شود. ترتیب نصب مدال یادبود صدمین سالگرد جمهوری دموکراتیک آذربایجان بعد از دیگر نشان‌های جمهوری آذربایجان است.